# Masque traditionnel africain

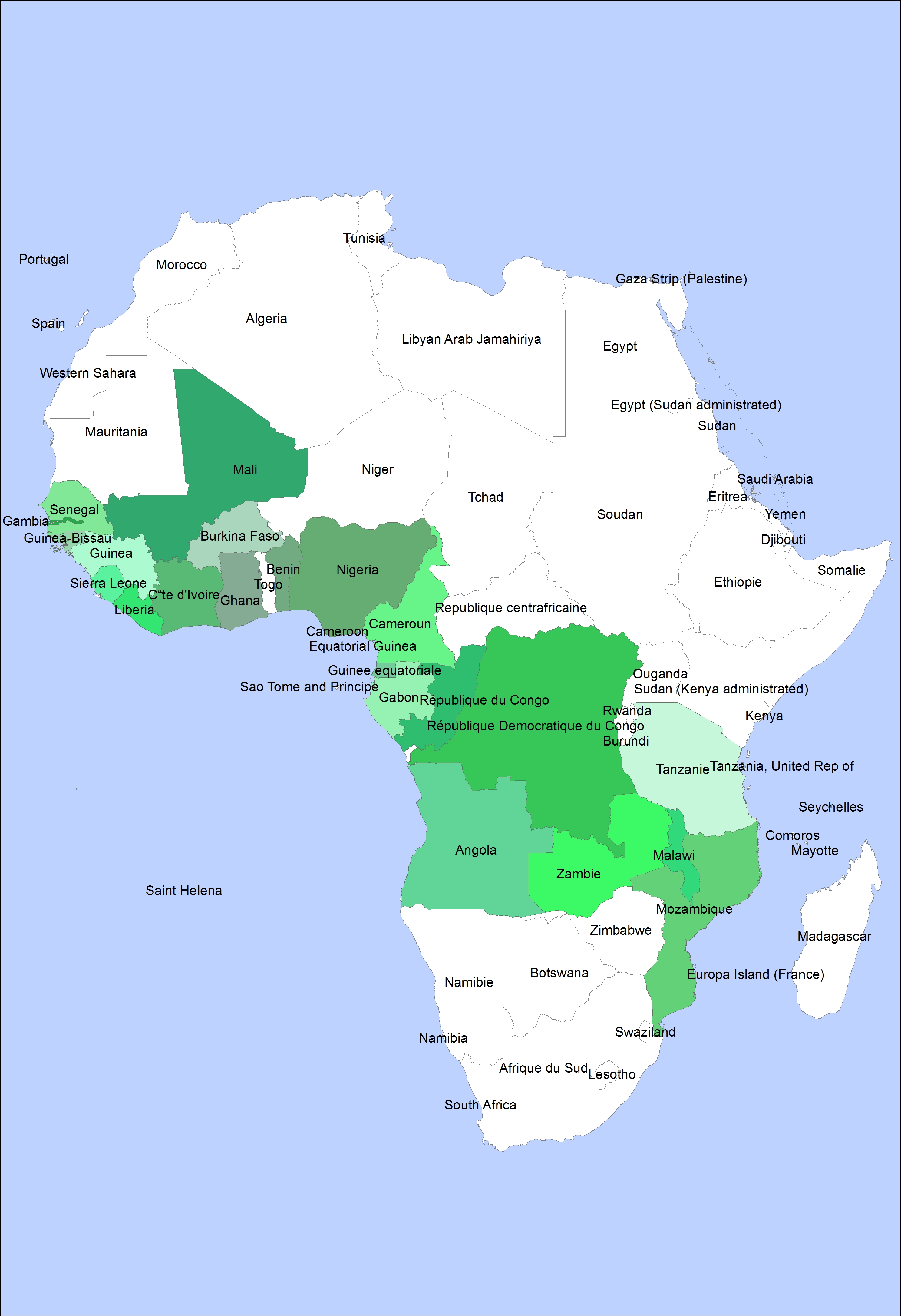
Pays africains où les masques sont traditionnellement utilisés

Les masques traditionnels africains jouent un rôle important dans certains rituels et cérémonies traditionnels africains. Le masque africain est un auxiliaire liturgique ayant pour mission essentielle d’actualiser les événements du mythe de la création et d’en figurer les principales déités, c'est-à-dire faciliter les contacts de communion de l’homme avec le sacré. On pense ainsi souvent que le porteur du masque est capable de communiquer avec l'être symbolisé par celui-ci, ou d'être possédé par qui ou ce que le masque représente.

Certains masques représentent les esprits d'ancêtres décédés. D'autres symbolisent des animaux totems, des créatures importantes pour une certaine famille ou un certain groupe. Dans certaines cultures, comme la culture kuba de la République démocratique du Congo, les masques représentent des personnages spécifiques de la mythologie tribale, comme un roi ou un rival du souverain.

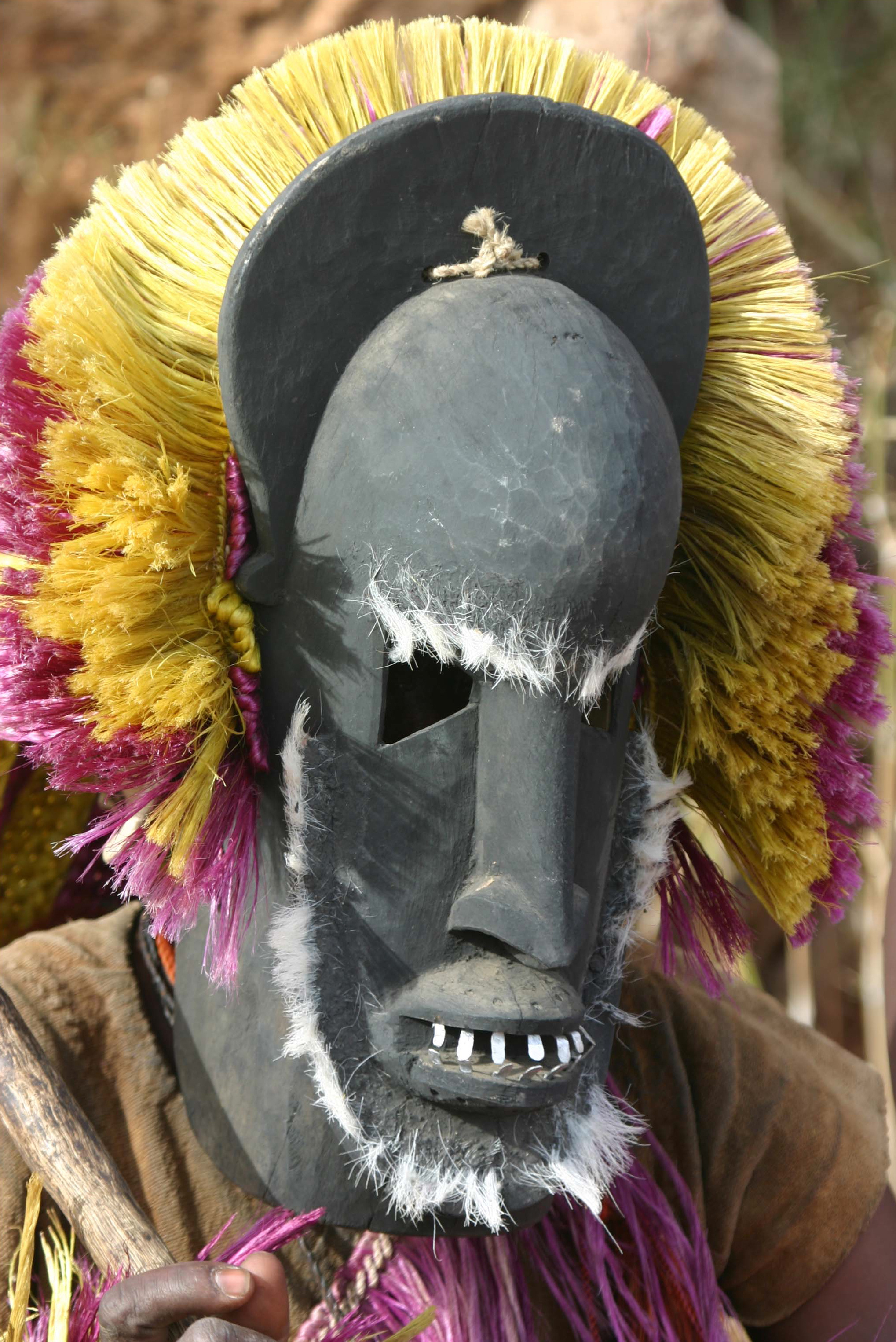
Masque cérémoniel Dogon en action.

Les masques rituels et cérémoniels sont une caractéristique essentielle de la culture traditionnelle des peuples de la partie de l'Afrique sub-saharienne située à peu près entre le Sahara et le désert du Kalahari.

## Rôle
Le masque africain est un auxiliaire liturgique ayant pour mission essentielle d’actualiser les événements du mythe de la création et d’en figurer les principales déités, c'est-à-dire faciliter les contacts de communion de l’homme avec le sacré.
Le masque joue ainsi un rôle important de médiateur entre le monde des esprits, des ancêtres et des déités d'une part, et le monde des vivants d'autre part. Ainsi, lors des rituels, le danseur qui porte le masque, un objet en bois sculpté, revêtu d'un costume, va souvent être en état de transe et être habité par « un esprit » ou un « génie ». La personne qui porte un masque rituel perd conceptuellement sa vie humaine et se transforme en l'esprit représenté par le masque lui-même. Elle devient ainsi un « être sacré », médiateur entre Dieu, les ancêtres et les hommes.
Cette transformation du porteur du masque en esprit est associée généralement à d'autres pratiques, telles que des musiques et des danses, ou le port de costumes rituels qui contribuent à la perte de l'identité humaine du porteur du masque.
Dans la société traditionnelle, le masque est une institution religieuse, mais aussi politique et sociale. Ainsi, il est souvent présent dans les cérémonies marquant le passage d'un état à un autre : naissance, mariage, initiation, funérailles, etc.
Dans certaines cultures, le masque joue un rôle de protection contre les esprits malveillants ou de guérison.
Les masques jouent un rôle important dans les rituels ou les cérémonies organisés à des fins variées, comme assurer une bonne récolte.
Certains des rituels les plus complexes qui ont été étudiés par les chercheurs se trouvent dans les cultures nigérianes telles que celles des peuples Yoruba et Edo, avec des rituels qui ressemblent assez à la notion occidentale de théâtre.
Étant donné que chaque masque a une signification spirituelle spécifique, la plupart des traditions ont à leur disposition plusieurs masques différents. La religion traditionnelle du peuple Dogon du Mali, par exemple, comprend trois cultes principaux (l'Awa ou culte des morts, le Bini ou culte de la communication avec les esprits et le Lebe ou culte de la nature) ; chacun d'eux a son panthéon d'esprits, correspondant à 78 types de masques différents au total. Il arrive souvent que la qualité artistique et la complexité d'un masque reflètent l'importance relative de l'esprit représenté dans les systèmes de croyances d'un peuple particulier ; par exemple, des masques plus simples tels que le kple kple du peuple Baoulé de Côte d'Ivoire (essentiellement un cercle avec un minimum d'yeux, de bouche et de cornes) sont associés à des esprits mineurs.
Les masques sont l'un des éléments du grand art africain qui ont le plus manifestement influencé l'art européen et occidental en général ; au XXe siècle, les mouvements artistiques tels que le cubisme, le fauvisme et l'expressionnisme se sont souvent inspirés du patrimoine vaste et diversifié des masques africains. Les influences de cet héritage peuvent également être trouvées dans d'autres traditions telles que les défilés de carnaval masqués d'Amérique du Sud et d'd'Amérique centrale.

## Sujets et styles
Les masques africains sont généralement façonnés pour représenter un visage humain ou le museau d'un animal, bien que ceux-ci soient rendus parfois sous une forme très abstraite. L'absence de souci de réalisme observé dans les masques africains (et dans l'art africain en général) a pour origine le fait que la plupart des cultures africaines distinguent nettement l'essence d'un sujet de son apparence, et que c'est la première qui est avant tout le sujet réel de la représentation artistique. Un exemple extrême est celui des masques nwantantay du peuple Bwa (Burkina Faso) qui représentent les esprits volants de la forêt ; ces esprits étant réputés invisibles, les masques correspondants sont façonnés d'après des formes abstraites, purement géométriques.
L'apparence d'un masque est codifiée par la tradition et peut soit caractériser une communauté spécifique, soit véhiculer des significations spécifiques. Par exemple, les Bwa et les Buna du Burkina Faso ont des masques de faucon, la forme du bec identifiant un masque comme étant Bwa ou Buna. Dans les deux cas, les ailes du faucon sont décorées de motifs géométriques qui ont des significations morales ; les lignes en forme de scie représentent le chemin difficile suivi par les ancêtres, tandis que les motifs en damier représentent l'interaction des contraires (homme/femme, nuit/jour, etc.).
Les traits représentant les valeurs morales se retrouvent dans de nombreuses cultures. Les masques du peuple sénoufo de Côte d'Ivoire, par exemple, ont les yeux mi-clos, symbolisant une attitude pacifique, la maîtrise de soi et la patience. En Sierra Leone et ailleurs, les petits yeux et la bouche représentent l'humilité, et un front large et saillant représente la sagesse. Au Gabon, les grands mentons et bouches représentent l'autorité et la force. Les Grebo de Côte d'Ivoire sculptent des masques aux yeux ronds pour représenter la vigilance et la colère, le nez droit représentant une réticence à reculer.

### Animaux

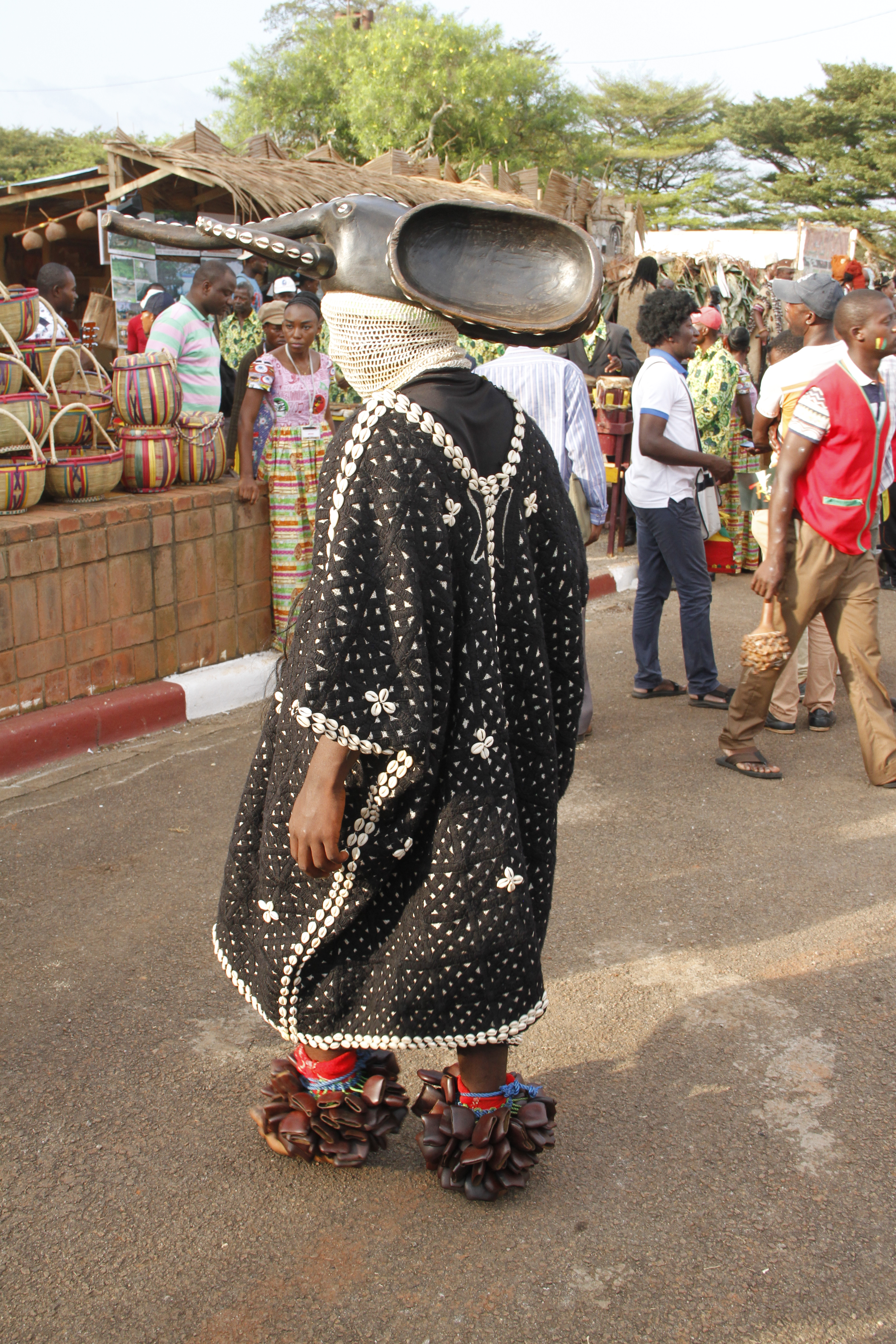
Masque d'éléphant et danseur traditionnel d'Oku, Cameroun

Les animaux sont des sujets courants des masques africains. Les masques d'animaux représentent en fait l'esprit des animaux, de sorte que le porteur du masque devient un medium pour parler aux animaux eux-mêmes (par exemple pour demander aux bêtes sauvages de rester à l'écart du village) ; dans de nombreux cas, néanmoins, un animal est aussi (parfois principalement) un symbole de vertus spécifiques.
Les sujets animaux communs incluent le buffle (représentant généralement la force, comme dans la culture Baoulé), le crocodile, le faucon, l'hyène, le phacochère et l'antilope.
Les antilopes ont un rôle fondamental dans de nombreuses cultures de la région du Mali (par exemple dans la culture Dogon et Bambara ) en tant que symboles de l'agriculture. Les masques d'antilope Dogon sont très abstraits, avec une forme générale rectangulaire et de nombreuses cornes (représentation d'une récolte abondante. Les masques d'antilope bambara (appelés chiwara ) ont de longues cornes représentant la croissance florissante du millet, des pattes (représentant les racines), de longues oreilles (représentant les chants chantés par les ouvrières au moment de la récolte), et une ligne en forme de scie qui représente le chemin suivi par le Soleil entre les solstices. Une peinture murale du XIIe – XIIIe siècle de Vieux Dongola, la capitale du royaume nubien de Makuria, représente des masques de danse décorés de cauris imitant un animal avec de longs museaux et de grandes oreilles.
Une variation courante sur le thème du masque animal est la fusion de plusieurs traits animaux distincts dans un seul masque, parfois avec des traits humains. La fusion de traits animaux distincts est parfois un moyen de représenter une vertu inhabituelle, exceptionnelle ou un statut élevé. Par exemple, les sociétés secrètes Poro du peuple sénoufo de Côte d'Ivoire ont des masques qui célèbrent le pouvoir exceptionnel de la société en fusionnant trois symboles de « danger » différents : les cornes d'antilope, les dents de crocodile et les crocs de phacochère. Un autre exemple bien connu est celui des masques kifwebe du peuple Songye (bassin du Congo), qui mêlent les rayures d'un zèbre (ou okapi), les dents d'un crocodile, les yeux d'un caméléon, la bouche d'un oryctérope, la crête d'un coq, les plumes d'un hibou et plus encore.

### Beauté féminine
Un autre sujet commun des masques africains est le visage d'une femme, généralement fondé sur l'idéal de la beauté féminine, toujours relatif à une culture spécifique.
Les masques féminins du peuple Punu du Gabon, par exemple, ont de longs cils incurvés, des yeux en amande, un menton fin et des ornements traditionnels sur leurs joues, car tous ces éléments sont considérés comme de beaux traits. Les masques féminins du peuple Baga ont des cicatrices et des seins ornementaux. Dans de nombreux cas, le port de masques représentant la beauté féminine est strictement réservé aux hommes.
L'une des représentations bien connues de la beauté féminine est le masque Idia du Bénin. On pense qu'il a été commandé par le roi Esigie du Bénin en mémoire de sa mère. Pour honorer sa mère décédée, le roi portait le masque sur sa hanche lors de cérémonies spéciales.

### Masques d'ancêtres (masques des morts)
Comme la vénération des ancêtres défunts est un élément fondamental de la plupart des cultures traditionnelles africaines, il n'est pas surprenant que les morts soient aussi un sujet commun pour les masques. Les masques faisant référence à des ancêtres décédés sont le plus souvent façonnés d'après un crâne humain. Un exemple bien connu est la mwana pwo (littéralement, "jeune femme") du peuple Chokwe (Angola), qui mêle des éléments faisant référence à la beauté féminine (visage ovale bien proportionné, petit nez et menton) et d'autres faisant référence à la mort (orbites enfoncées, peau craquelée et larmes) ; il représente une ancêtre féminine décédée jeune, vénérée dans des rites tels que les rites de circoncision et les cérémonies associées au renouvellement de la vie. Comme la vénération des morts est le plus souvent associée à la fertilité et à la reproduction, de nombreux masques d'ancêtres décédés ont également des symboles sexuels ; le masque ndeemba du peuple Yaka (Angola et RD Congo), par exemple, a la forme d'un crâne complété d'un nez de forme phallique.
Une classe spéciale de masques d'ancêtres sont ceux liés à des personnes notables, historiques ou légendaires. Le masque mwaash ambooy du peuple Kuba (RD Congo), par exemple, représente le légendaire fondateur du royaume kuba, Woot, tandis que le masque mgady amwaash représente sa femme Mweel.

## Matériaux et structure
Un statut spécial est attribué aux artistes qui créent des masques à ceux qui les portent lors de cérémonies. Dans la plupart des cas, la fabrication de masques est un art qui se transmet de père en fils, ainsi que la connaissance des significations symboliques véhiculées par ces masques.
Le matériau le plus couramment utilisé pour les masques est le bois, bien qu'une grande variété d'autres éléments puissent être utilisés, notamment des pierres légères telles que la stéatite, des métaux tels que le cuivre ou le bronze, différents types de tissus, de la poterie, etc. Certains masques sont peints (par exemple avec de l'ocre ou d'autres colorants naturels). Un large éventail d'éléments décoratifs peut être appliqué sur la surface du masque ; les exemples incluent les poils d'animaux, les cornes ou les dents, les coquillages, les graines, la paille, la coquille d'œuf et les plumes. Les poils d'animaux ou la paille sont souvent utilisés pour les cheveux ou la barbe d'un masque.
La structure générale d'un masque varie en fonction de la manière dont il est destiné à être porté. Le type le plus courant de masque est celui qui s'applique au visage du porteur, comme pour la plupart des masques occidentaux (par exemple, de carnaval). D'autres sont portés comme des chapeaux sur le dessus de la tête du porteur (masques du peuple Ekhoi du Nigeria et du peuple Bwa du Burkina Faso, ainsi que les célèbres masques chiwara du peuple Bambara). Certains masques (par exemple ceux de la société Sande du Libéria et du peuple Mende de Sierra Leone, qui sont fabriqués à partir de souches d'arbres creuses) sont portés comme des casques couvrant à la fois la tête et le visage. Certaines cultures africaines ont des ornements en forme de masque qui sont portés sur la poitrine plutôt que sur la tête du visage (par exemple ceux utilisés par le peuple Makonde d'Afrique de l'Est lors des cérémonies ndimu).

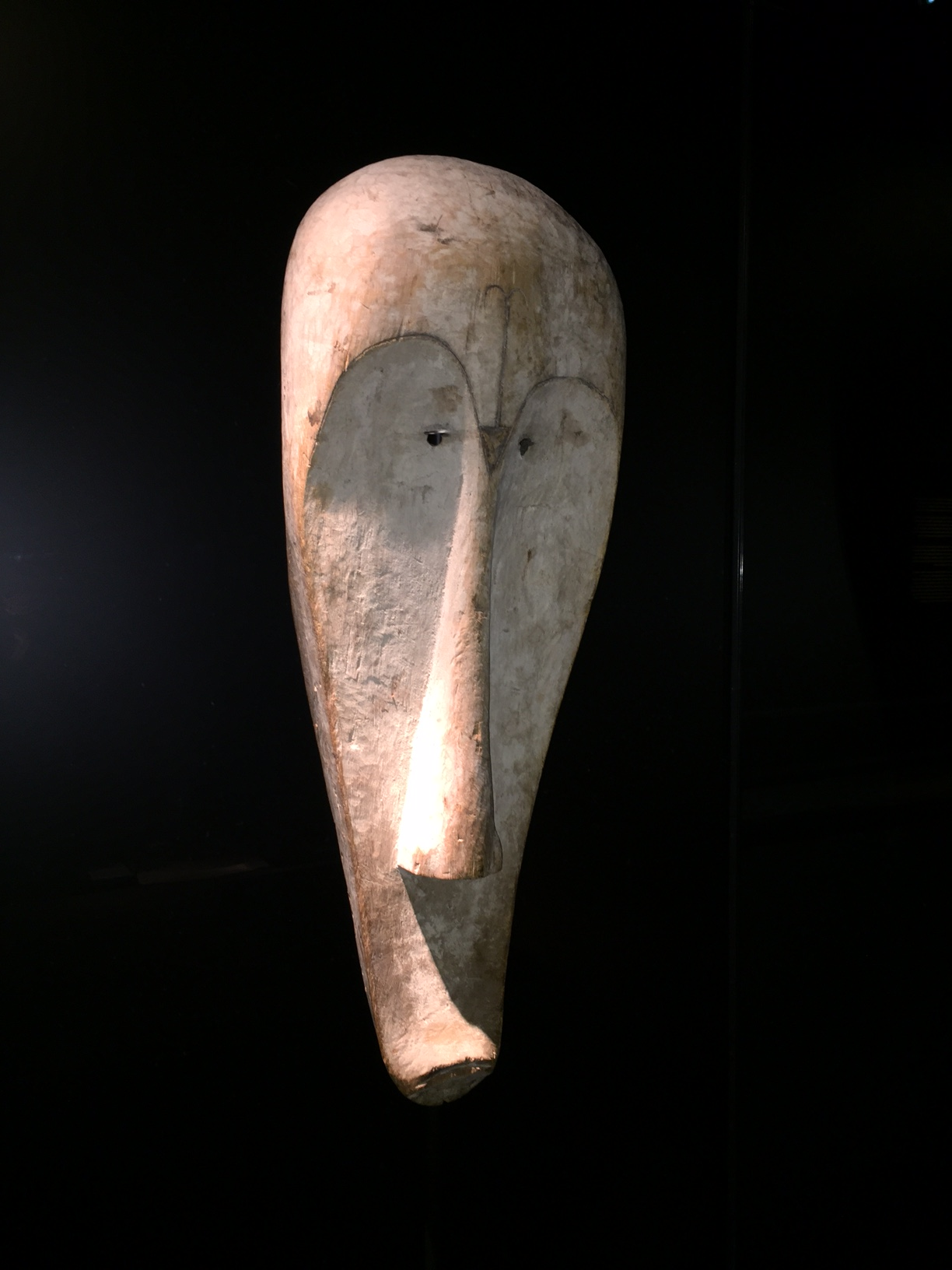
Masque Ngil du Gabon ou du Cameroun ; bois coloré au kaolin (argile chinée); par les Fang ; Musée ethnologique de Berlin (Allemagne). Porté avec un costume complet lors d'une mascarade nocturne pour régler les différends et réprimer les comportements répréhensibles, ce visage calme était terrifiant pour les malfaiteurs.
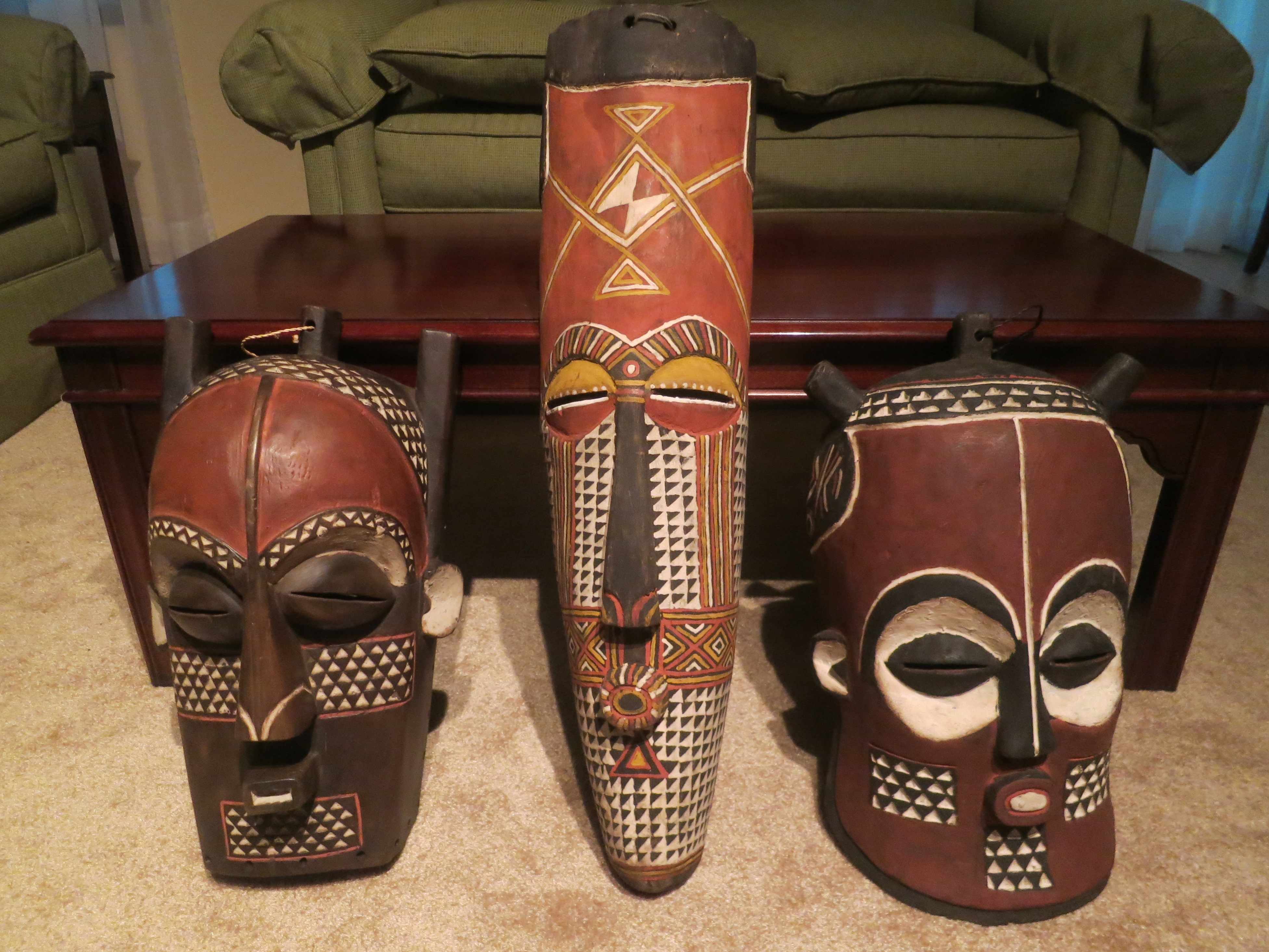
Masques BaKongo de la région du Kongo Central
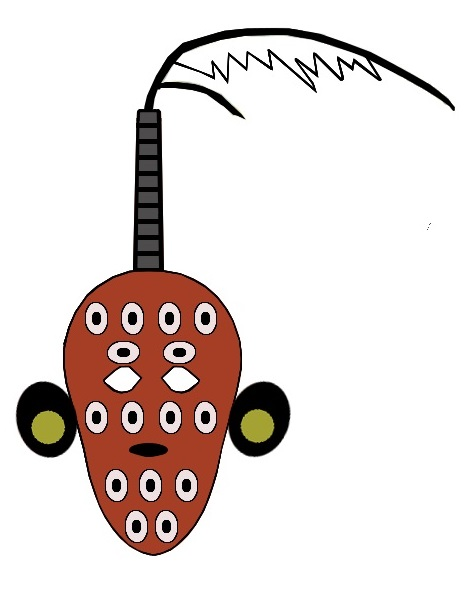
Masque zoomorphe tel que représenté sur une peinture murale makurienne d'Old Dongola (XIIe/XIIIe siècle)
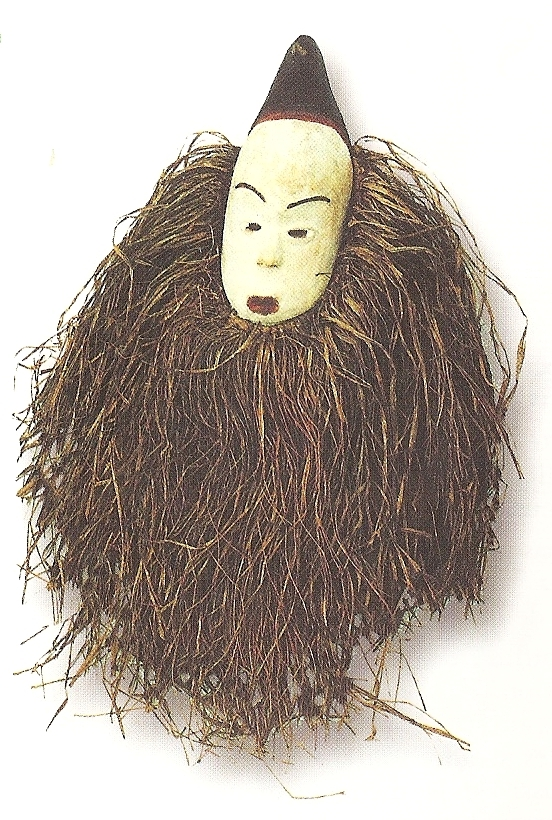
Un masque du peuple Mitsogo du Gabon
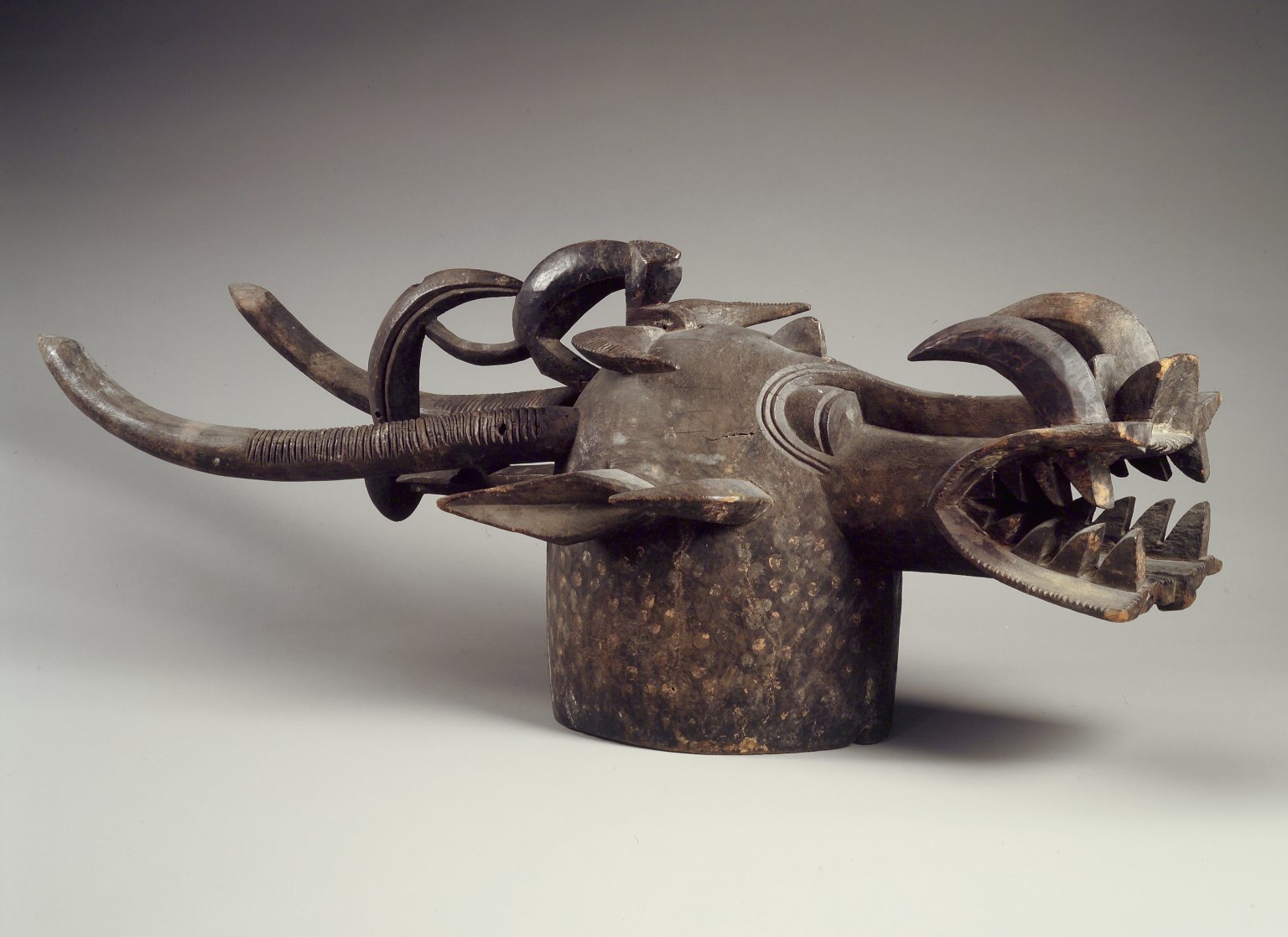
Masque Wabele, peuple Sénoufo, Musée de Brooklyn
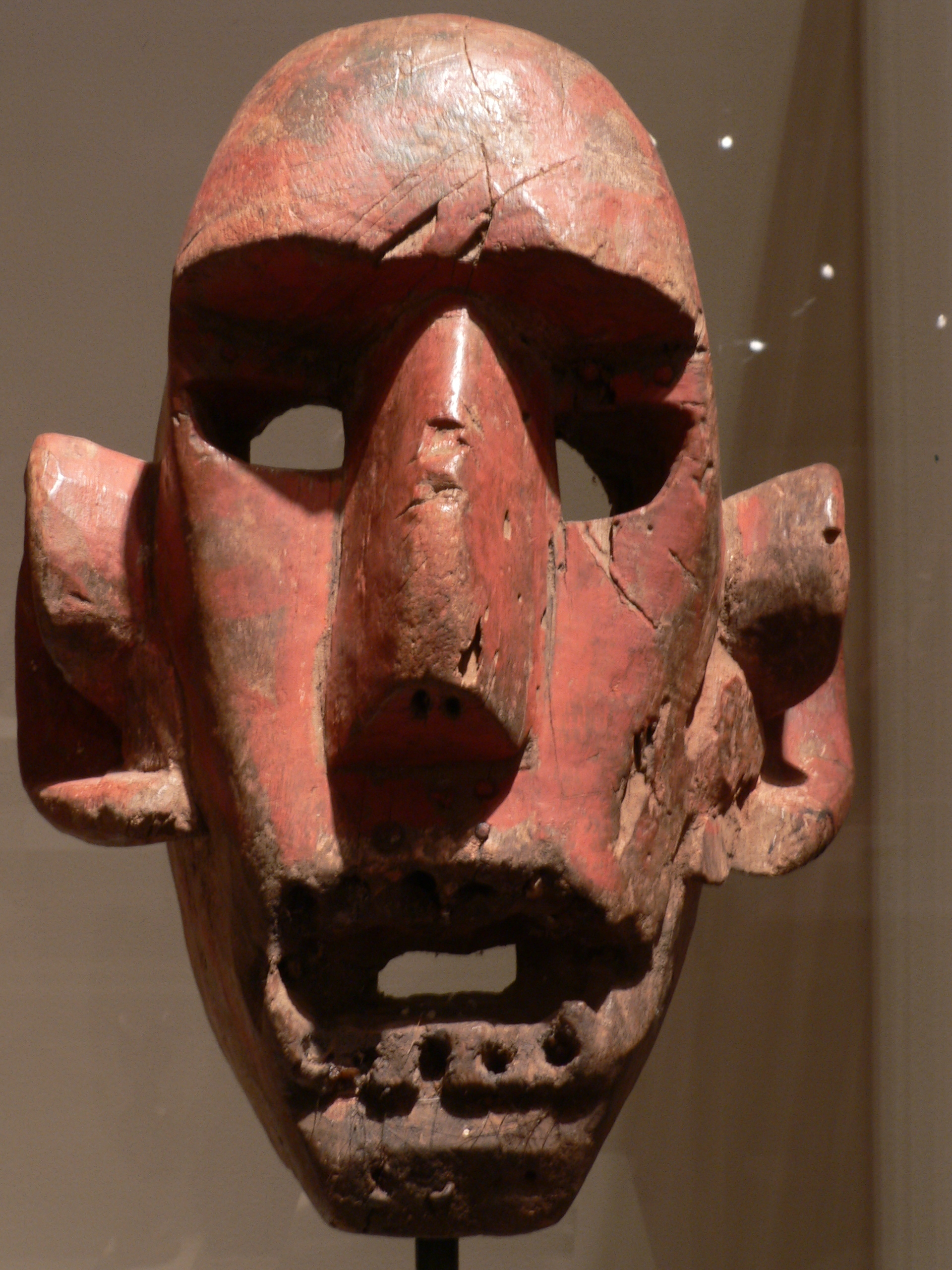
Doei (ou Kwere), masque d'ancêtre féminin, Tanzanie
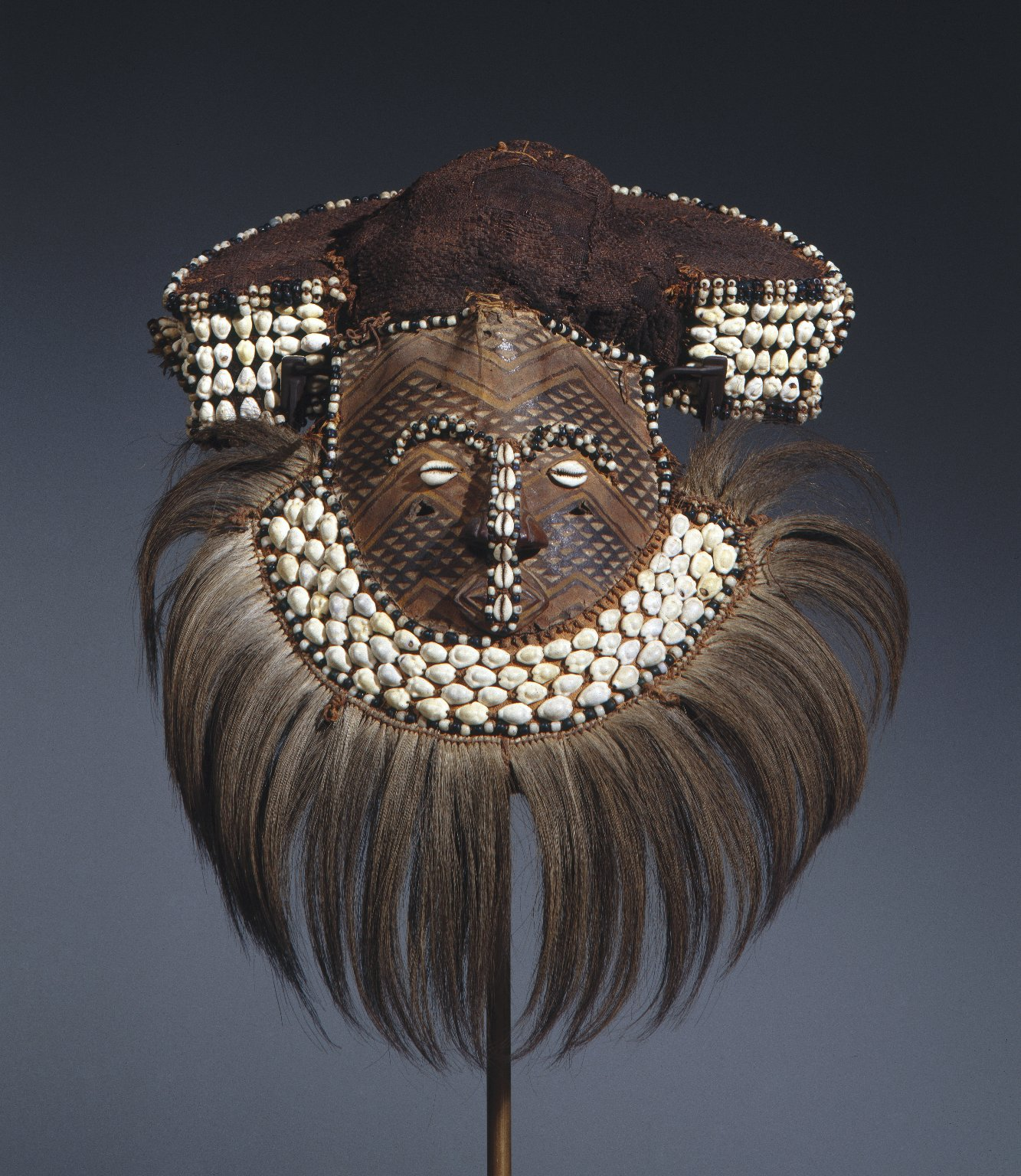
Masque Mwaash aMbooy Musée de Brooklyn
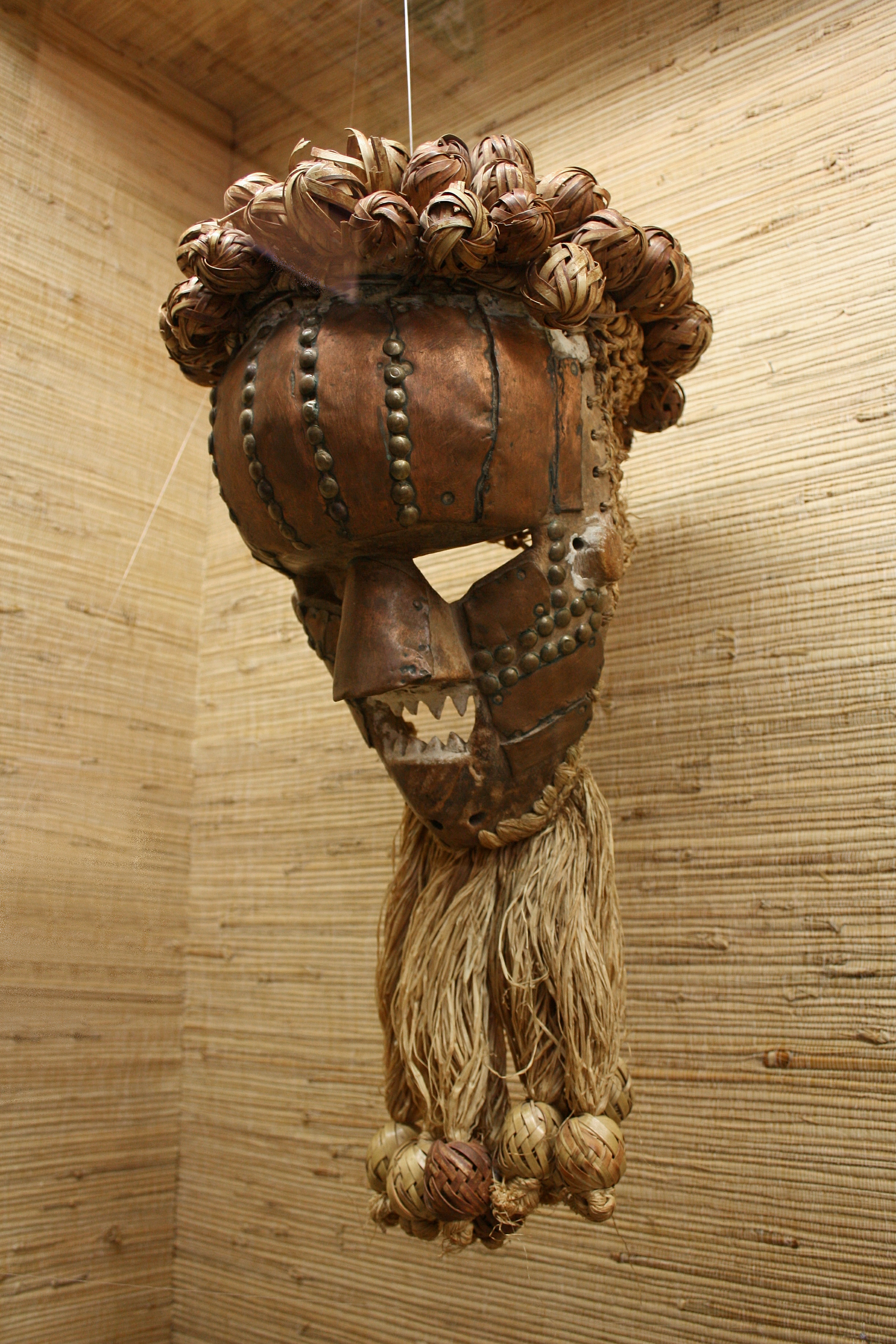
Masque en cuivre et bois d'Afrique centrale
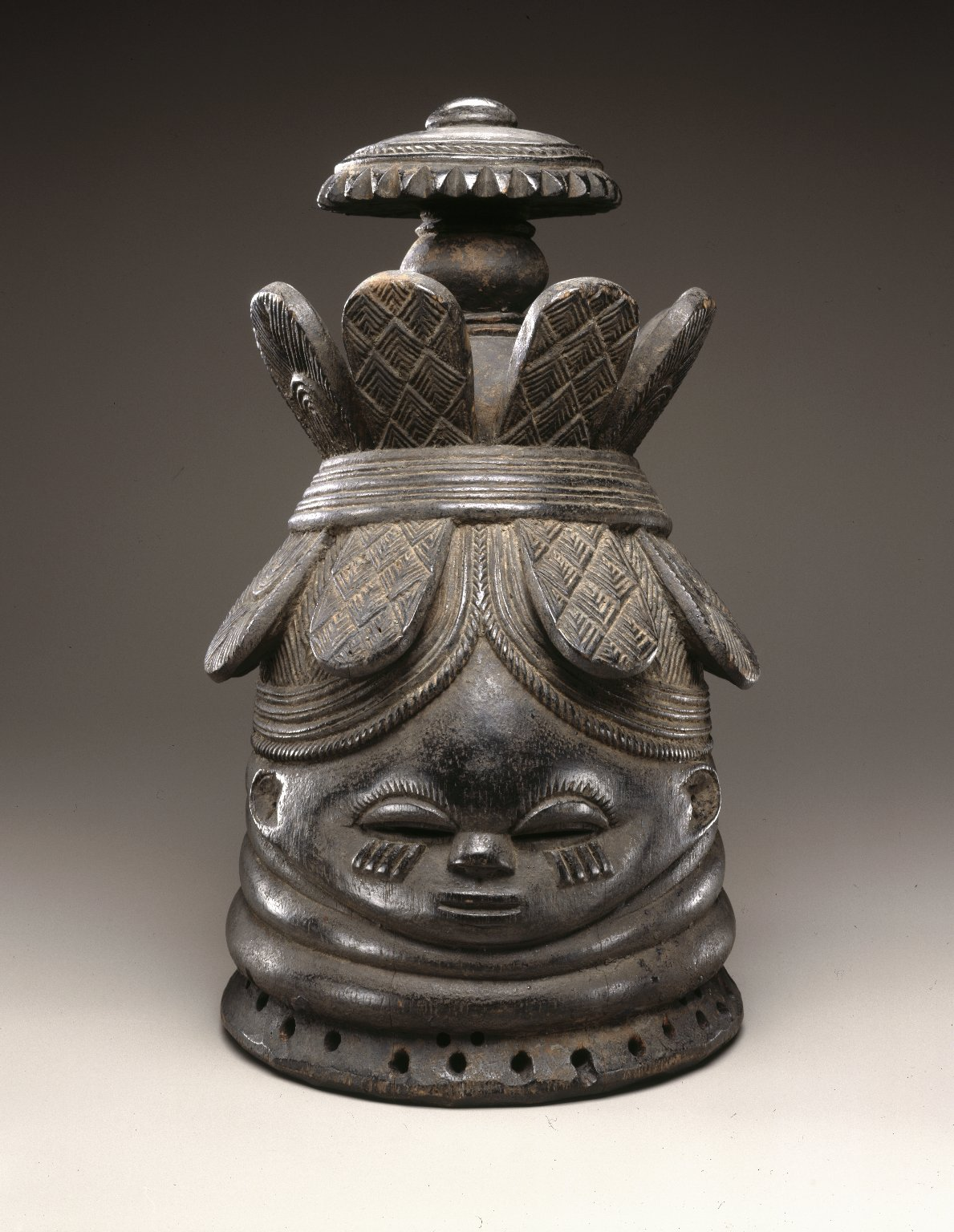
Masque casque pour Sande Society Musée de Brooklyn
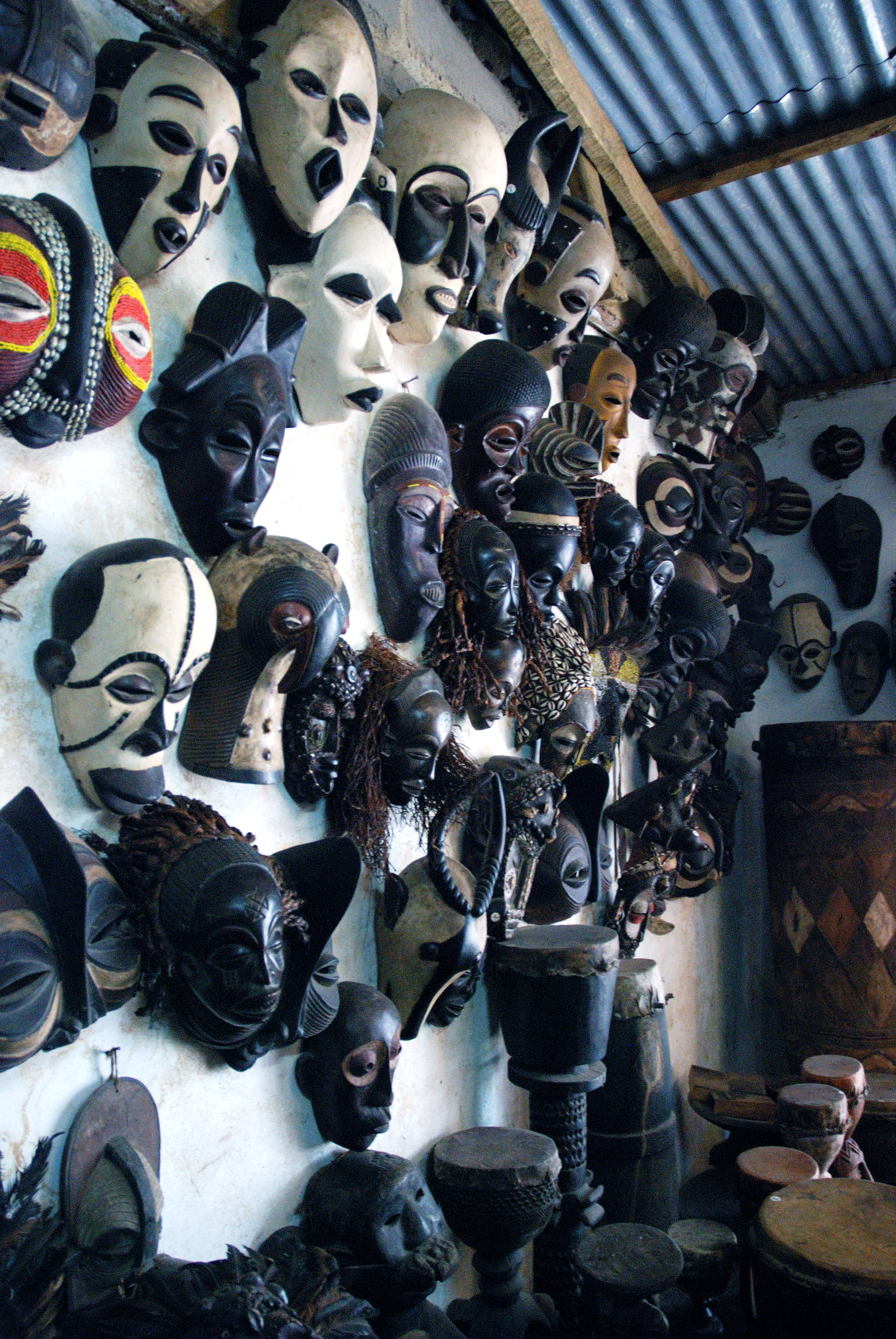
Masques commerciaux à vendre dans une boutique du marché Mwenge Makonde, Dar es Salaam

## Commerce
Les masques africains étant largement appropriés par les Européens, ils sont largement commercialisés et vendus dans la plupart des marchés et boutiques à vocation touristique en Afrique (ainsi que dans les boutiques « ethniques » du monde occidental). En conséquence, l'art traditionnel de la fabrication de masques a progressivement cessé d'être une pratique privilégiée et liée au statut, et la production de masse de masques s'est généralisée. Si, dans la plupart des cas, les masques commerciaux sont des reproductions (plus ou moins fidèles) des masques traditionnels, ce lien s'affaiblit avec le temps, les logiques de production de masse rendant plus difficile l'identification des origines géographiques et culturelles réelles des masques que l'on trouve dans lieux tels que les boutiques de curiosités et les marchés touristiques.
Par exemple, le marché d'Okahandja en Namibie vend principalement des masques qui sont produits au Zimbabwe (car ils sont moins chers et plus facilement disponibles que les masques locaux), et, à leur tour, les fabricants de masques zimbabwéens reproduisent des masques de pratiquement partout en Afrique plutôt que de leur propre patrimoine local.